# University of Engineering and Technology, Lahore

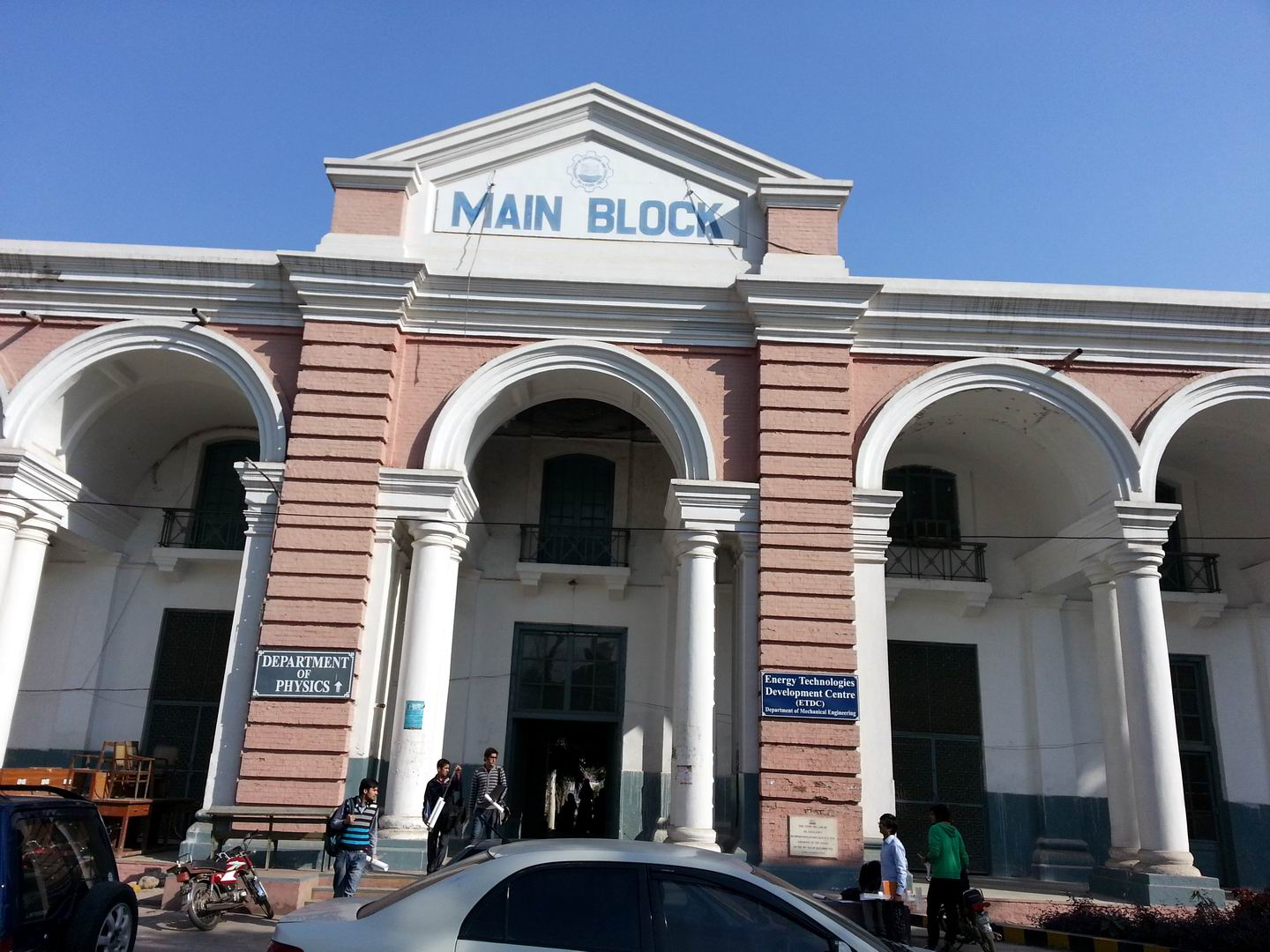
University of Engineering and Technology, Lahore

University of Engineering and Technology, Lahore (Uniwersytet Inżynieryjno-Techniczny w Lahaurze) – najstarszy uniwersytet techniczny w Pakistanie, założony w 1921 roku. Znajduje się w Lahaurze (w Pendżabie).
Uczelnia została założona w 1921 roku jako Mughalpura Technical College. W 1923 została przemianowana na Maclagan Engineering College na cześć gubernatora Pendżabu, Edwarda Douglasa MacLagana. Początkowo na uczelni można było studiować dwie dyscypliny: elektrotechnikę oraz inżynierię mechaniczną. W 1932 roku szkoła została przyłączona do Uniwersytetu Pendżabu, co pozwoliło jej nadawać stopnie Bachelor’s degree. 
W 1954 roku uczelnia otrzymała uprawnienia do nadawania stopnia BA w dziedzinie inżynierii górniczej. W 1962 roku została przemianowana na West Pakistan University of Engineering & Technology (Uniwersytet Inżynieryjno-Technologiczny Zachodniego Pakistanu). W ciągu kilku kolejnych lat poszerzono ofertę edukacyjną kolejne kierunki: inżynierię chemiczną, inżynierię ropy i gazu, inżynierię metalurgiczną, architekturę oraz planowanie przestrzenne.
W 1972 roku uczelnię przemianowano na University of Engineering & Technology. W 1975 powołano zamiejscowy Engineering College w Taksili, który w 1998 został przekształcony w samodzielną jednostkę i przemianowany został na University of Engineering and Technology, Taxila. Oprócz głównego kampusu w Lahaurze w skład uniwersytetu wchodzą kampusy w Fajsalabadzie i Kala-Shah-Kaku oraz Rachna College w Gudźranwala. 

## Struktura organizacyjna
W skład uczelni wchodzą następujące jednostki organizacyjne:
- Wydział Architektury i Planowania
- Wydział Inżynierii Chemicznej, Metalurgicznej i Polimerów
- Wydział Inżynierii Lądowej
- Wydział Nauki o Ziemi
- Wydział Elektrotechniki
- Wydział Inżynierii Mechanicznej
- Wydział Nauk Przyrodniczych, Humanistycznych i Studiów Islamskich